# Jewgienij Prigożyn
Jewgienij Wiktorowicz Prigożyn (ros. Евгений Викторович Пригожин; ur. 1 czerwca 1961 w Leningradzie, zm. 23 sierpnia 2023 w Kużenkinie) – rosyjski przedsiębiorca, bliski współpracownik Władimira Putina, właściciel tzw. fabryki trolli, blisko powiązany z prywatnym przedsiębiorstwem wojskowym Grupą Wagnera, której był założycielem. Właściciel holdingu Konkord (ros. Конкорд), w skład którego wchodzi między innymi Konkord Management i Consulting, założyciel 27 przedsiębiorstw.
W 2016 roku jego majątek wyceniono na ponad 7,14 mld rubli, w 2020 r. na 16 mld rubli. Przezywany był „kucharzem Putina” (po raz pierwszy nazwała go tak agencja prasowa Associated Press w 2003 r.), ponieważ firma cateringowa Konkord Catering, należąca do Prigożyna, obsługiwała spotkania prezydenta. Od 2021 roku był ścigany listem gończym przez FBI za ingerencję w wybory w USA. Jest również odpowiedzialny za rozmieszczanie najemników Grupy Wagnera na Ukrainie, odnosił też korzyści z dużych zamówień publicznych rosyjskiego Ministerstwa Obrony po aneksji Krymu i okupacji wschodniej Ukrainy przez wspieranych przez Rosję separatystów.
Stanął na czele buntu Grupy Wagnera, nazywanego również od jego nazwiska buntem Prigożyna.

## Życiorys

### Wczesne lata
Prigożyn od dzieciństwa trenował narciarstwo biegowe, którego uczył go ojczym Samuił Żarkoj (ros. Самуил Жаркой). W 1977 r. ukończył szkołę sportową nr 62 w Leningradzie (obecnie Szkoła Rezerw Olimpijskich nr 1 w Petersburgu). Wychowywał się bez ojca, który wcześnie zmarł, jego matka pracowała w szpitalu, a rodzina żyła biednie. Zarówno jego ojciec, jak i ojczym byli pochodzenia żydowskiego. W wieku 18 lat został skazany za rozbój, kradzież i oszustwo, łącznie na 13 lat pobytu w kolonii karnej, zwolniono go po dziesięciu latach.

### Początki działalności biznesowej

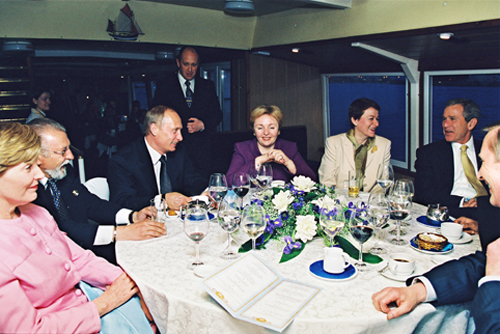
25 maja 2002 r., restauracja „Nowa Wyspa”; przy stole Putin i Bush, Prigożyn stoi za plecami Putina

Po wyjściu na wolność sprzedawał wraz z ojczymem hot dogi i wspólnie z kolegą ze szkoły sportowej rozwijał sieć sklepów spożywczych „Kontrast” (ros. Контраст), która cieszyła się dużą popularnością, gdyż oferowała trudno dostępne w kraju produkty. Prigożyn odpowiadał za finanse „Kontrastu” i posiadał 15% akcji sieci. Od 1995 r. zyski sieci zmalały z uwagi na silną konkurencję, a od 1996 r. Prigożyn otwierał w Petersburgu lokale gastronomiczne. Pierwszą była restauracja „Stary Urząd Celny” (ros. Старая таможня), której menadżerem został Anglik Anthony William Geer. Była to pierwsza ekskluzywna restauracja w Petersburgu, do której przychodzili włodarze miasta i ich zagraniczni goście, dlatego po roku przyniosła milion dolarów zysku. Wiosną otwarto „Nową Wyspę”, pierwszą w mieście restaurację na statku zacumowanym na Newie. W 2001 roku na wspólnym obiedzie gościli w niej Putin i ówczesny prezydent Francji Jacques Chirac, a Prigożyn osobiście obsługiwał ich przy stole. Fundacja Walki z Korupcją Aleksieja Nawalnego stoi na stanowisku, że Prigożyn i Putin bardzo polubili się podczas powyższego spotkania, a dwa lata później Putin zlecił mu organizację swojego bankietu urodzinowego w „Nowej Wyspie”.

### Rozwój biznesu

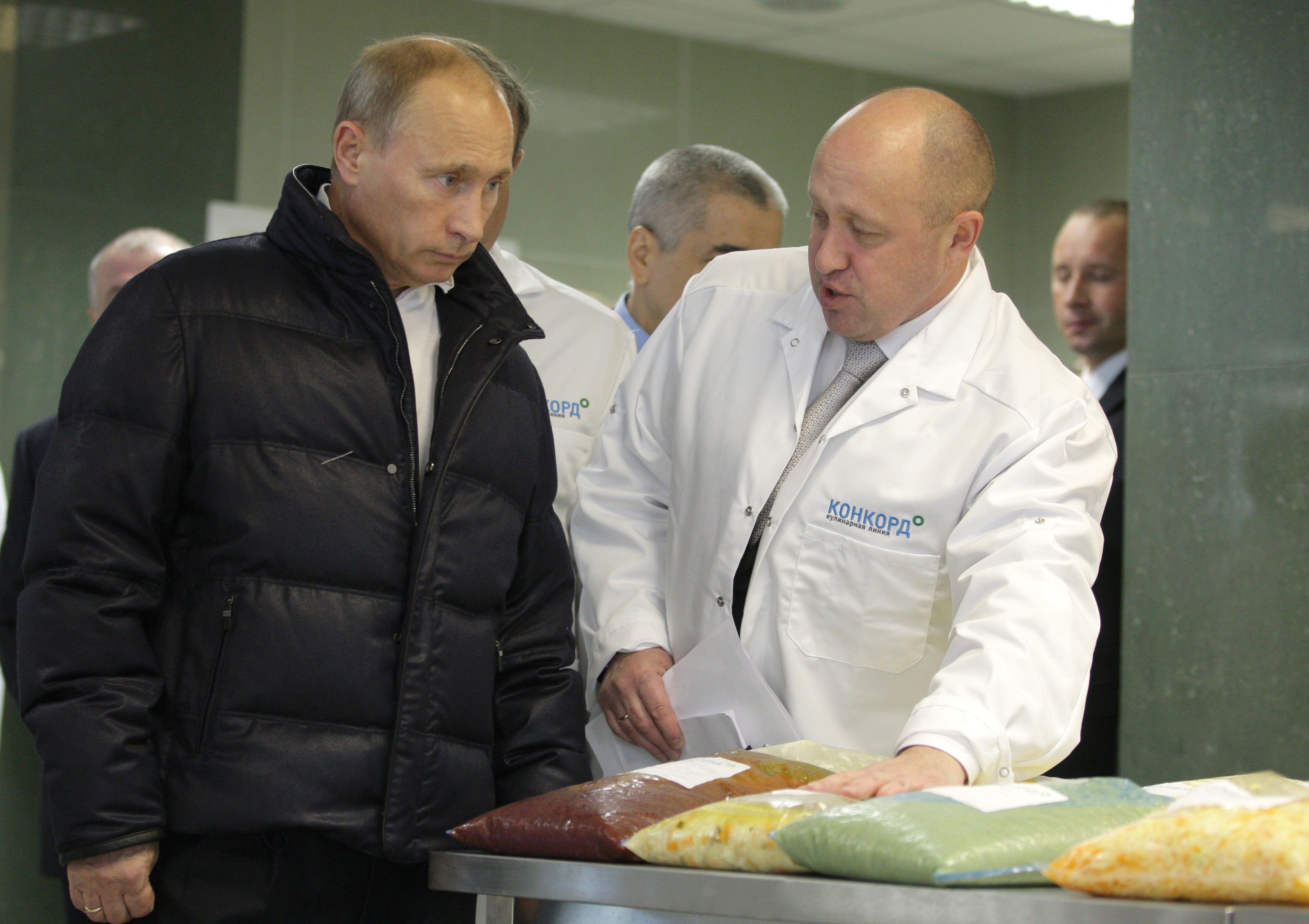
Putin z Prigożynem w fabryce należącej do Konkord Catering 2010 r.

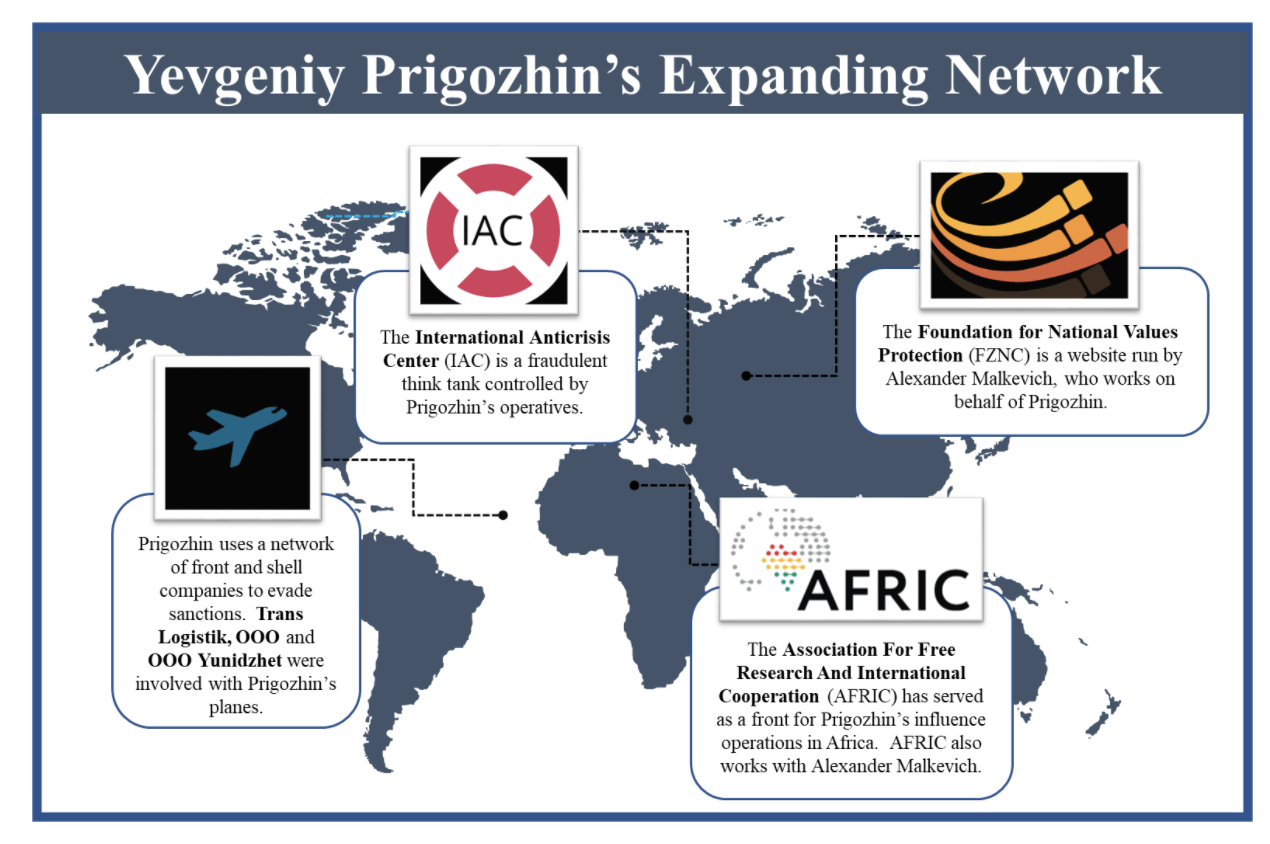
Mapa świata ze schematem międzynarodowej sieci Prigożyna, stworzona przez Departament Skarbu USA w 2021 r.

W latach 2002–2012 należące do Prigożyna przedsiębiorstwo Konkord prowadziło sieć barów typu fast food o nazwie „Blin! Donald’s” (ros. Блин!Дональт's). W 2009 r. Prigożyn otworzył restaurację w Białym Domu w Moskwie, w 2010 r. fabrykę firmy Konkord Catering. W kolejnych latach należące do niego przedsiębiorstwa wygrywały przetargi i podpisywały kontrakty z organami państwowymi, obejmujące między innymi: catering dla szkół moskiewskich (od 2011 r.) i catering dla wojska (od 2012 r.). Rok później Prigożyn kontrolował 90% dostaw jedzenia dla rosyjskiej armii.
W 2004 roku wydana została książka dla dzieci pod tytułem „Indraguzik”, której Prigożyn jest autorem.
Na pytanie, czy prezydent pomagał mu w karierze, odpowiedział:

Władimir Putin widział, jak zrobiłem biznes z ulicznego kramu. Widział, że nie wzbraniam się przed usługiwaniem przy stole koronowanym głowom, które przychodziły do mnie w gości. Poznaliśmy się, kiedy przyjechał do mnie z japońskim premierem Mori, następnie z Bushem.

Putin pytany o Prigożyna powiedział:

Znam tego człowieka, ale nie zalicza się do moich przyjaciół.

W 2013 r. w Petersburgu została założona Agencja Badań Internetowych (ros. Агентство интернет-исследований), potocznie zwana „fabryką trolli”, której właścicielem został Prigożyn. Rok później powstała Grupa Wagnera (ros. ЧВК Вагнер). Okoliczności jej utworzenia przez pewien czas były niejasne, podobnie jak mechanizm finansowania i dokładne powiązania Prigożyna z organizacją. W 2022 r. oficjalnie przyznał, że jest jej założycielem, a Grupa Wagnera powstała po aneksji Krymu.
Z ustaleń Fundacji Walki z Korupcją wynika, że od 2015 r. Ministerstwo Obrony FR zlecało firmom Prigożyna usługi z zakresu budownictwa i bieżące remonty obiektów wojskowych. W 2016 roku firma żony Prigożyna kupiła za 740 mln rubli historyczny budynek w Petersburgu „Dom handlowy braci Jelisejewów”, wpisany do wykazu zabytków (poza Rosją znany jako Elisseyeff Emporium). W maju 2017 r. rosyjska Federalna Służba Antymonopolowa wdała się w spór z Prigożynem i stała na stanowisku, że należące do niego przedsiębiorstwa za pomocą zmowy cenowej naruszyły przepisy antymonopolowe, w wyniku czego nawiązały kontrakty z Ministerstwem Obrony FR na ponad 1,8 mln rubli, a samego Prigożyna podejrzewała o stworzenie kartelu. W listopadzie tego samego roku wycofała oskarżenia.
1 października 2019 r. powstała grupa medialna Patriot (ros. Патриот, dosł. znaczenie „Patriota”), utworzona z wiodących serwisów informacyjnych powiązanych z Prigożynem: Narodnyje Nowosti, Ekonomika Siegodnia i Politika Siegodnia oraz Federalnej Agencji Informacyjnej (ros. Федеральное агентство новостей, serwis riafan.ru). Jej prezes Nikołaj Stolarczuk poinformował dziennikarzy BBC, że Prigożyn został zaproszony do rady grupy Patriot i udziela wsparcia w zakresie doradztwa. W 2022 r. grupa medialna Patriot posiadała ponad setkę serwisów (odwiedzanych miesięcznie przez 68 mln unikalnych użytkowników), stacje telewizyjne, ponad 500 popularnych kont informacyjnych w serwisie VKontakte i platformę blogową, kontrolowała regionalne wydania „Moskowskiego komsomolca” i „Komsomolskiej prawdy”, a Prigożyn był szefem jej rady nadzorczej.

### Majątek
Wedle „Financial Times” w latach 2018–2022 przedsiębiorstwa kontrolowane przez Prigożyna wygenerowały przychody w wysokości 250 mln dolarów. Analogiczne dane podają również media rosyjskie. Głównym źródłem dochodu Prigożyna było wydobywanie surowców w Afryce i na Bliskim Wschodzie. Zajmowała się tym między innymi spółka M Invest (ros. М Инвест), wydobywająca złoto w Sudanie, której zysk w 2021 r. oceniono na 2,6 mln dolarów, spółka Euro Polis (ros. Евро полис), wydobywająca surowce w Syrii, której bilans w 2021 r. opiewał na 92 mln dolarów i spółka Merkury (ros. Меркурий), która przed objęciem sankcjami zarobiła w trzy lata 67 mln dolarów. Wedle źródeł rosyjskich Prigożyn zajmował się również rynkiem kryptowalut praktycznie od początku jego istnienia, znajdował się w czołówce światowych inwestorów w kryptowaluty i posiadał ok. 100 000 bitcoinów.

### Śmierć i pogrzeb

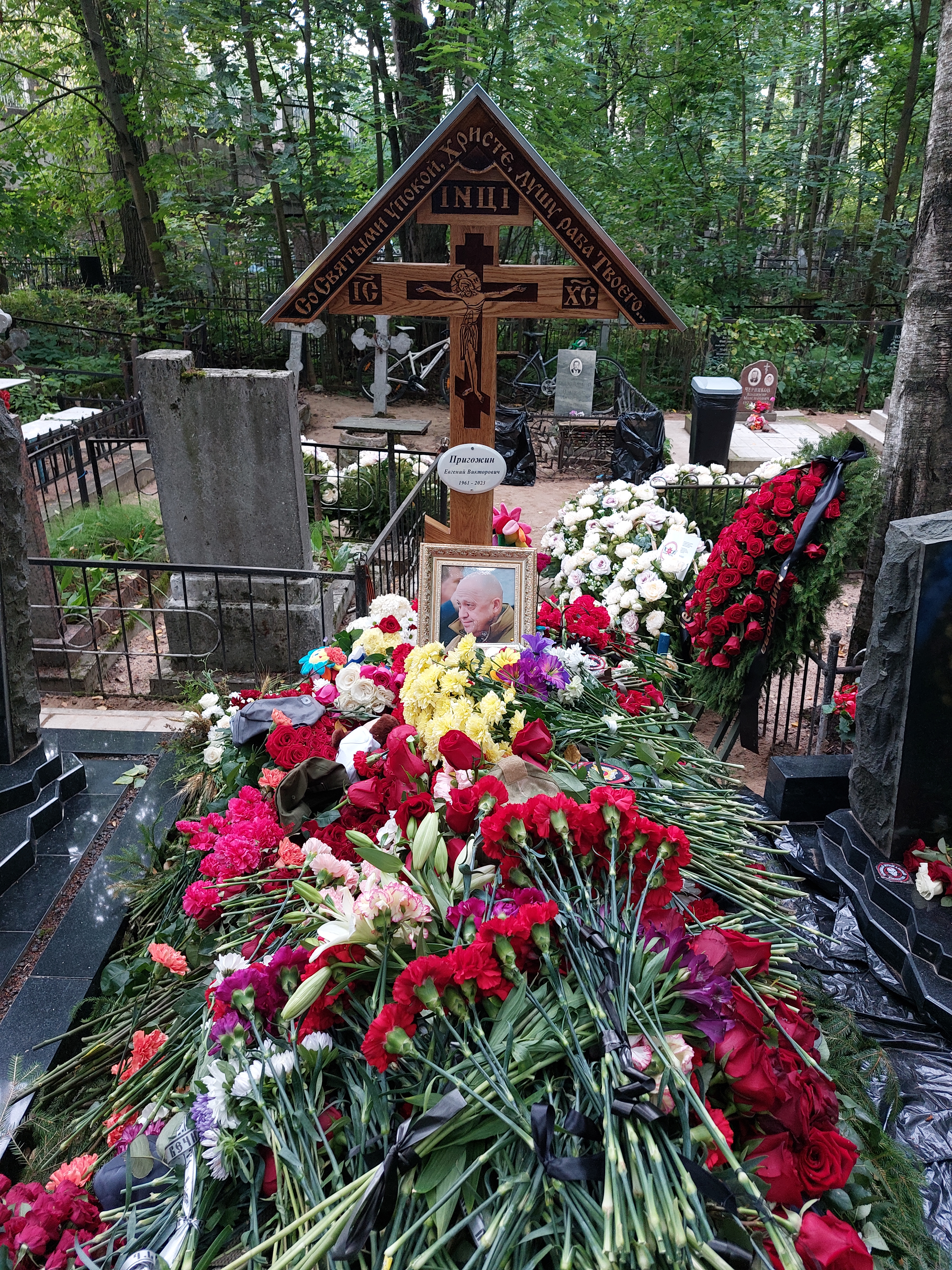
Mogiła Prigożyna, napis nad krzyżem: „Chryste, daj duszy swojego niewolnika odpoczywanie ze świętymi”

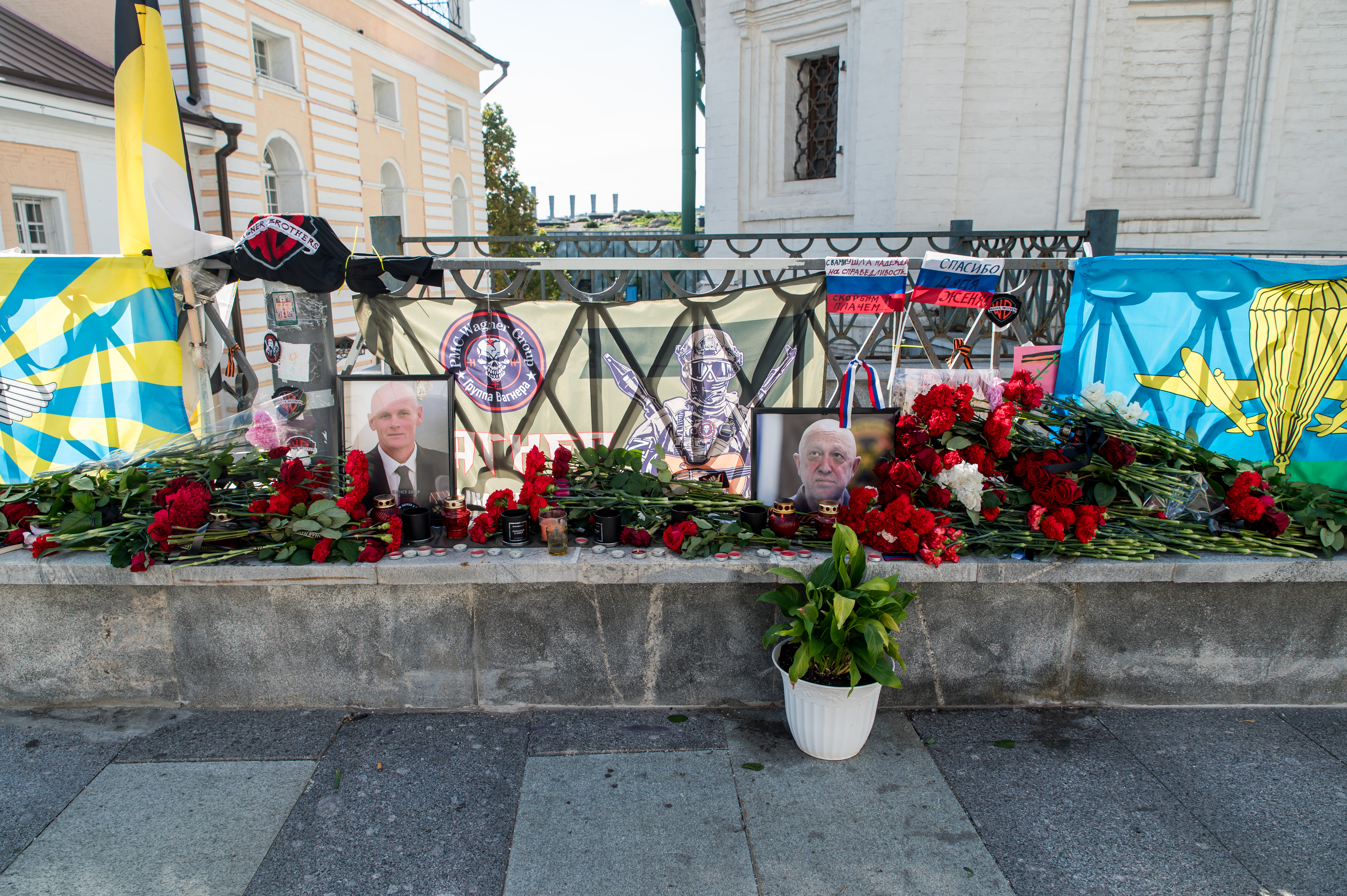
Moskwa, 23 sierpnia. Kwiaty przy zdjęciach Utkina i Prigożyna; napis na fladze: „z wami odeszła nadzieja na sprawiedliwość. Cierpimy i płaczemy”

#### Okoliczności śmierci
Według rosyjskiego ministerstwa ds. sytuacji nadzwyczajnych 23 sierpnia 2023 r. we wsi Kużenkino, leżącej w obwodzie twerskim, doszło do katastrofy lotniczej, w której rozbił się prywatny samolot Embraer Legacy 600 lecący z Moskwy do Petersburga, a wszystkie 10 osób na pokładzie samolotu zginęło. Rosyjska państwowa agencja medialna TASS poinformowała, że Prigożyn miał znajdować się na liście pasażerów lotu.
Zgodnie z doniesieniami powiązanego z Wagnerem kanału w serwisie Telegram odrzutowiec, w którym leciał Prigożyn, został zestrzelony przez rosyjską obronę powietrzną w obwodzie twerskim.
27 sierpnia 2023 r. Komitet Śledczy Federacji Rosyjskiej potwierdził, że Prigożyn jest jedną z ofiar katastrofy.

#### Pogrzeb
Pogrzeb Prigożyna odbył się 29 sierpnia na cmentarzu Porochowskim w Petersburgu. Mimo przyznanych odznaczeń, odbył się bez asysty wojskowej. Pogrzeb miał charakter zamknięty i uczestniczyli w nim tylko krewni i rodzina.

#### Konsekwencje
Z badania Open Minds Institute wynika, że 28,4% Rosjan uważa, iż katastrofa samolotu była związana z celowym działaniem, a 8% badanych obarczyło winą Putina.
Po katastrofie część wagnerowców podpisało kontrakt z Ministerstwem Obrony, przy czym nie było to nowe zjawisko, gdyż już od buntu Grupy Wagnera najemnicy przechodzili do rosyjskiej armii, wracali do domów, a nieliczni wstępowali do czeczeńskiego specnazu „Achmat”.
Media ukraińskie opublikowały nagranie mające przedstawiać wagnerowców zapowiadających zemstę za śmierć dowódców. Realizacja takiego planu byłaby praktycznie niewykonalna, gdyż po buncie Grupa Wagnera została rozbrojona z ciężkiego sprzętu wojskowego, który zarekwirowało Ministerstwo Obrony na potrzeby Sił Zbrojnych Federacji Rosyjskiej.
Po śmierci Prigożyna spółki wydobywające surowce w Afryce zostały zawieszone, jego żona zmieniła nazwisko na panieńskie – Kriażewa. Wedle rosyjskich mediów w październiku 2023 r. Ministerstwo Obrony zerwało kontrakt z Konkord Catering na żywienie rosyjskiej armii, podejmując współpracę z Grupą RBE, należącą do rosyjskiego biznesmena Andrieja Giennadiejewicza Szokina.

## Sankcje

### Związane z Libią
Decyzją z dnia 14 października 2020 r. Rada Unii Europejskiej nałożyła na Prigożyna sankcje za udział w działaniach Grupy Wagnera w Libii, które zagrażały pokojowi, stabilności i bezpieczeństwu tego kraju, a sam Prigożyn złamał embargo na dostawy broni do Libii.

### Związane z Ukrainą
W 2016 r. Departament Skarbu Stanów Zjednoczonych nałożył na Prigożyna sankcje z uwagi na wsparcie finansowe i technologiczne wysokich urzędników rosyjskich i kontakty biznesowe z Ministerstwem Obrony FR, wykorzystane do aneksji Krymu i konfliktu zbrojnego na Ukrainie. W 2017 r. sankcjami objęto również firmę Konkord Management and Consulting, powiązaną z działaniami wojennymi na wschodniej części Ukrainy. W 2019 roku Departament Skarbu USA objął sankcjami aktywa Prigożyna, w tym prywatne odrzutowce i jacht. W marcu 2022 r., po inwazji Rosji na Ukrainę, został objęty nowymi sankcjami ze strony Stanów Zjednoczonych. W związku z wojną na Ukrainie Prigożyn, jego syn Pawieł i żona Lubow są objęci sankcjami: Unii Europejskiej, Ukrainy, USA, Wielkiej Brytanii, Kanady, Szwajcarii, Australii, Japonii i Nowej Zelandii. Część krajów objęło również sankcjami jego córkę Polinę i matkę Wiolettę.

## Wybory w USA i list gończy FBI

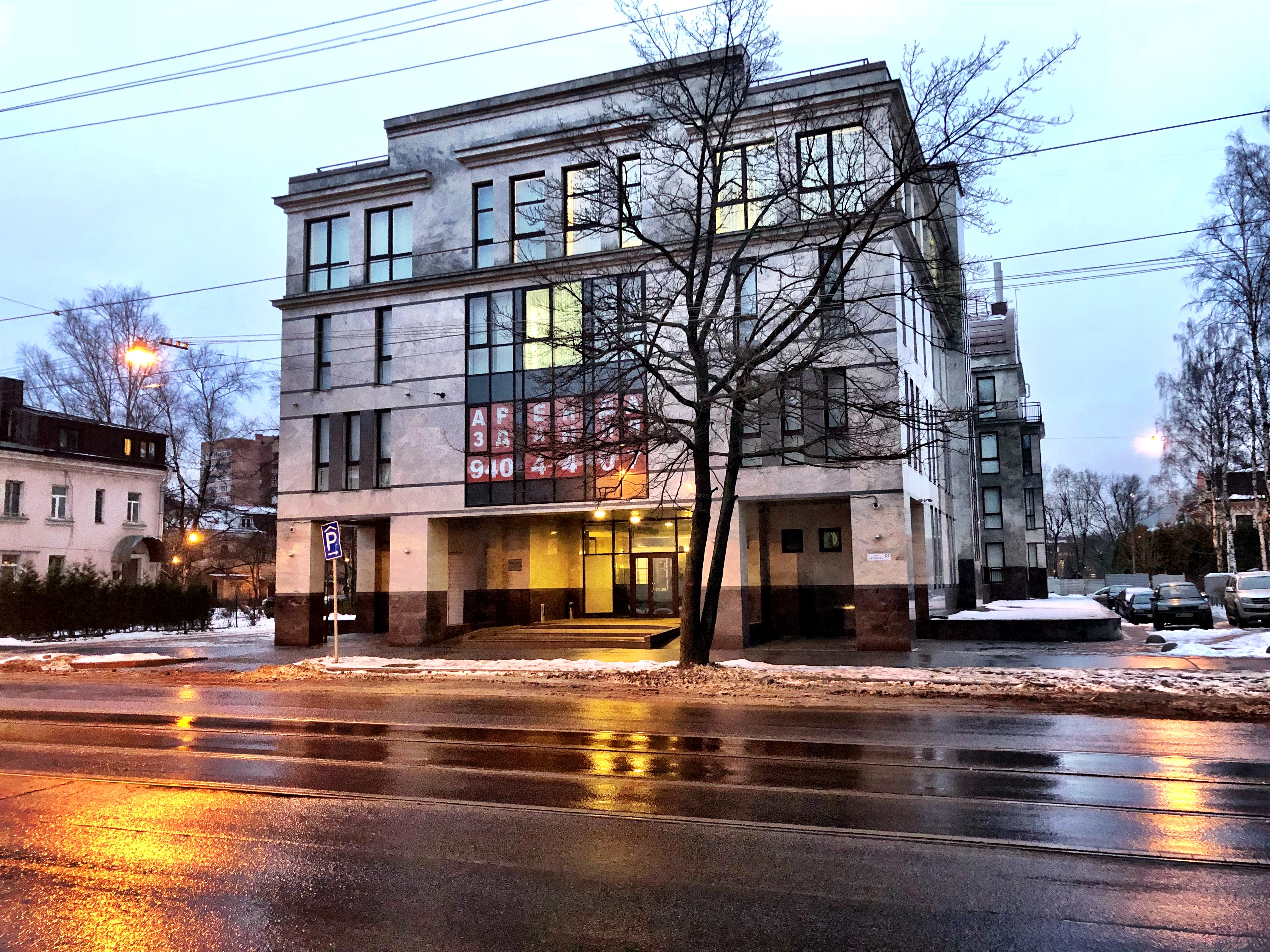
Jedno z byłych biur Agencji Badań Internetowych przy ul. Sawuszkina 55 w Petersburgu

W 2017 r. Kongres Stanów Zjednoczonych oskarżył Prigożyna o ingerencję w wybory prezydenckie. Przyczyną była działalność należącej do niego Agencji Badań Internetowych z siedzibą w Petersburgu, która za pomocą fikcyjnych profili oraz skradzionych tożsamości obywateli USA prowadziła kampanie dezinformacyjne. Oskarżony w oficjalnym oświadczeniu zaprzeczył, aby jego firma miała z tym związek. W 2018 r. prokuratura USA oskarżyła trzynastu Rosjan, w tym Prigożyna, o ingerencje w wybory.
W lutym 2021 r. FBI wydało za Prigożynem list gończy, oferując nagrodę w wysokości ćwierć miliona dolarów za jego wydanie. W lutym 2022 r. Departament Stanu USA zaoferował 10 milionów dolarów za informacje o Prigożynie.
7 listopada 2022 r. Prigożyn przyznał, że interweniował w wybory w USA i zapowiedział kontynuowanie tej działalności. Serwis prasowy holdingu Konkord (w odpowiedzi na publikacje dziennikarzy Radia Swoboda i Bloomberg) opublikował oświadczenie Prigożyna o treści:

Odpowiem bardzo subtelnie, delikatnie i proszę wybaczyć, że dopuszczę się pewnej dwuznaczności. Proszę państwa: interweniowaliśmy, interweniujemy i będziemy interweniować. Ostrożnie, dokładnie, z chirurgiczną precyzją i po swojemu, tak, jak potrafimy. Podczas naszych skrupulatnych operacji wytniemy obie nerki i wątrobę.

W lutym 2023 r. w odpowiedzi na zapytanie dziennikarzy „Der Spiegel” o to, czy finansował działanie przedsiębiorstwa Prigożyn odpowiedział:

Nigdy nie byłem tylko inwestorem finansowym Agencji Badań Internetowych. Ja ją wymyśliłem, stworzyłem i prowadziłem przez długi czas.

## Wojna na Ukrainie

### Krytyka resortu obrony
Zdaniem USA Prigożyn był jedynym współpracownikiem Putina, który otwarcie skrytykował resort obrony, działanie armii na Ukrainie, strategię Rosji i ministra Szojgu. Ponadto chciał wysłać na front wszystkich głównodowodzących, odpowiedzialnych za złe decyzje. W odpowiedzi na pytania „Washington Post”, Prigożyn to zdementował, oskarżył redakcję o rozsiewanie histerycznych, nieobiektywnych plotek i porównał ją do śmietniska. Zdaniem Michaiła Chodorkowskiego Prigożyn mógł być współodpowiedzialny za zmianę głównodowodzącego siłami rosyjskimi i obsadzenie na tym stanowisku Siergieja Surowikina, o którym wyrażał się bardzo pozytywnie, chwaląc między innymi siłowe rozpędzenie demonstrantów podczas puczu moskiewskiego w 1991.

### Grupa Wagnera i rekrutacja
W styczniu 2022 r. najemnicy z Grupy Wagnera zostali sprowadzeni z Mali pod ukraińską granicę. Pod koniec lutego „The Times” poinformował, że ponad 400 żołnierzy z Grupy Wagnera próbuje dokonać zamachu na prezydenta Zełenskiego. Jesienią 2022 r. Instytut Studiów nad Wojną potwierdził, że Prigożyn osobiście werbował żołnierzy do Grupy Wagnera na wojnę z Ukrainą spośród więźniów kolonii karnych, co udokumentowano nagraniem udostępnionego przez współpracowników Nawalnego. Służba prasowa Konkord nazwała mężczyznę na filmie „podobnym” do Prigożyna, a on sam skomentował to słowami:

Albo wagnerowcy i więźniowie, albo wasze dzieci. Zdecydujcie sami.

9 lutego 2023 r. Prigożyn poinformował, że zaprzestał rekrutacji więźniów do Grupy Wagnera w wyniku sprzeciwu rosyjskiego kierownictwa wojskowego, co dzień później potwierdził Instytut Studiów nad Wojną.

### Bitwa o Bachmut
Zrekrutowani z kolonii karnych wagnerowcy zostali skierowani głównie w okolicę Bachmutu. Kyryło Budanow poinformował, że skazańcami dowodzili profesjonalni i zmotywowani do walki wojskowi. Prigożyn twierdził, że szturm na miasto kosztuje Grupę Wagnera miliard dolarów miesięcznie, ponoszono również wysokie straty osobowe, pięciokrotnie większe niż strona ukraińska. Wedle szacunków ISW do Grupy Wagnera zrekrutowano od 40 do 50 tys. więźniów. W pierwszym tygodniu marca 2023 r. dziennikarze „The Guardian” i CNN (na podstawie danych wywiadów zachodnich) oszacowali straty po stronie rosyjskiej pod Bachmutem na ok. 20 do 30 tys. zabitych i rannych. Zdaniem strony ukraińskiej do 25 marca straty rosyjskie pod Bachmutem wyniosły około 40 tys. żołnierzy, w ogromnej większości wagnerowców, a wedle ukraińskiego majora Ołeksija Hetmana liczebność Grupy Wagnera zmniejszyła się z ponad 45 tys. do 7 tys. najemników. Prigożyn nie mógł uzupełnić składu osobowego więźniami, gdyż 9 lutego kierownictwo wojskowe zabroniło mu dalszej rekrutacji skazańców. Dlatego w marcu prowadzono kampanię, mającą na celu zachęcić rosyjskich mężczyzn do wstąpienia do Grupy Wagnera (reklamy wyświetlały się między innymi w serwisie pornograficznym Pornhub i serwisie TikTok).
14 kwietnia 2023 r. Prigożyn opublikował artykuł „Tylko uczciwa walka, żadnych porozumień”, w którym nazwał bitwę o Bachmut „maszynką do mielenia mięsa” (armatniego), określił sytuację na froncie jako impas, gdyż Ukraina nie odbiła miasta, a siły rosyjskie nie zajęły go w pełni. Poinformował, że wojska ukraińskie z Czasiw Jaru codziennie wysyłają kolumny ze wsparciem, a żołnierze giną masowo. Napisał:

okoliczne pola są [usłane] tysiącami trupów i setkami spalonych pojazdów pancernych, skierowanych na rzeź.

Zwrócił uwagę, że Bachmut nie ma znaczenia strategicznego dla Rosji, co stawia sens tej bitwy pod znakiem zapytania. Nakreślił kilka scenariuszy zakończenia konfliktu. Najbardziej optymistyczny, czyli rosyjską kontrofensywę po zdobyciu Bachmutu i zajęcie nowych terenów, nazwał „mało prawdopodobnym”. W związku z tym stwierdził:

Z perspektywy władz i społeczeństwa istnieje potrzeba postawienia jakiejś wyraźnej kropki w operacji specjalnej. W idealnym wariancie byłoby to ogłoszenie końca operacji i poinformowanie, że Rosja osiągnęła wszystkie jej rezultaty, co w pewnym sensie faktycznie miało miejsce.

Ogólna wymowa artykułu jest niejednoznaczna. Wiele mediów, w tym również rosyjskich, odczytało go jako skierowane do Putina wezwanie do zakończenia wojny (w rosyjskiej terminologii „operacji specjalnej”). Dzień później Prigożyn został zapytany, czy o to apeluje. Nie potwierdził i nie zaprzeczył, jednocześnie twierdząc, że główna myśl jego artykułu została zawarta w tytule.

### Konflikt z ministrem Szojgu
Od lutego 2023 r. w związku z sytuacją w Bachmucie narastał konflikt między Prigożynem i resortem obrony, zwłaszcza ministrem Szojgu. Wzajemnie oskarżali się o niekompetencję, Prigożyn ostrzegał o możliwości okrążenia wagnerowców pod Bachmutem, obwiniał Ministerstwo Obrony za niedobory amunicji (potrzebował 10 ton miesięcznie) i wspólnie z popierającym go Kadyrowem próbował zorganizować grupę ludzi, którzy jawnie wystąpią przeciw Ministerstwu Obrony.
W połowie lutego, w wyniku skargi Szojgu, Prigożyna przestano dopuszczać do państwowych mediów rosyjskich. Od tej pory korzystał z własnych lub społecznościowych. Opublikował zdjęcie przedstawiające zwłoki kilkudziesięciu wagnerowców i obwinił za ich śmierć Szojgu oraz Gierasimowa, których oskarżył również o zdradę stanu. Prigożyn atakował Szojgu, nazywał go arogantem lub biurokratą. Jednocześnie bronił swoich najemników. 23 lutego 2023 r. przyjechał w okolice Bachmutu, żeby złożyć życzenia wagnerowcom z okazji Dnia Obrońcy Ojczyzny. Twierdził, że Szojgu i Gierasimow:

Na prawo i lewo wydają rozkazy, w których mówi się o tym, żeby Grupie Wagnera nie tylko nie dostarczać amunicji, ale i nie udzielać wsparcia lotniczego.

20 marca wysłał list otwarty do ministra Szojgu (treść udostępnił w serwisie Telegram), w którym przestrzegał przed planowaną kontrofensywą ukraińską, zaapelował o podjęcie odpowiednich działań i napisał, że Grupa Wagnera kontroluje 70% Bachmutu.
23 marca Bloomberg poinformował, że Prigożyn planuje ograniczyć działania Grupy Wagnera na terenie Ukrainy i przenieść się do krajów afrykańskich, a jedną z przyczyn takiej decyzji miał być nierozwiązywalny konflikt z Ministerstwem Obrony.

### Bunt i marsz na Moskwę
23 czerwca 2023 r. Prigożyn oskarżył rosyjskie dowództwo o ostrzelanie rakietowe obozu wagnerowców. W nocy z 23 na 24 czerwca jednostki Grupy Wagnera przeszły z okupowanych przez Rosję obwodów wschodniej Ukrainy na teren rosyjskiego obwodu rostowskiego i jego stolicy Rostowa nad Donem. Prigożyn ogłosił, że jego ludzie opanowali obiekty wojskowe na terenie miasta i zapowiedział marsz na Moskwę, który nazwał „marszem sprawiedliwości”. Zażądał dymisji ministra obrony Siergieja Szojgu i szefa sztabu Walerija Gierasimowa, twierdząc równocześnie, że jego działania nie są próbą zamachu stanu. Zarazem podważył rosyjską narrację o wojnie w Ukrainie. W nagranym wystąpieniu stwierdził, że do wojny doszło, aby Szojgu mógł zostać marszałkiem, zaś wojna w Donbasie została wywołana w interesie oligarchów, którzy faktycznie rządzą w Rosji.
24 czerwca ministerstwo obrony zaprzeczyło, aby zaatakowało obóz wagnerowców, a w telewizyjnym wystąpieniu Władimir Putin nazwał działania Prigożyna zdradą, buntem, „wbiciem noża w plecy” i zapowiedział zdecydowane działania przeciwko Grupie Wagnera. FSB oskarżyło Prigożyna o próbę wywołania wojny domowej w Rosji, organizacji rebelii, wszczęło przeciw niemu postępowanie karne i zaapelowało do wagnerowców, aby nie wykonywali jego rozkazów, tylko wydali Prigożyna służbom. W obwodzie rostowskim ogłoszony został „stan operacji antyterrorystycznej”. Podczas walki z wagnerowcami zginęło 15 rosyjskich żołnierzy, zestrzelono śmigłowiec szturmowy i samolot transportowy. Wieczorem tego samego dnia Prigożyn, oficjalnie po rozmowach z białoruskim prezydentem Aleksandrem Łukaszenką, ogłosił, że wycofuje swoje oddziały maszerujące w kierunku Moskwy. Pieskow poinformował, że władze nie będą karać buntowników, oskarżenia wycofano, a Prigożyn ma wyjechać na Białoruś. Mimo doniesień o wyjeździe Prigożyna na Białoruś i utworzeniu tam obozu dla Grupy Wagnera, francuska prasa doniosła, że Prigożyn przebywa na Kremlu od co najmniej 1 lipca, a jego spotkanie z Władimirem Putinem potwierdził rzecznik Dmitrij Pieskow. Emerytowany generał US Army Robert Abrams ocenił jednak, że spotkanie było „mocno zainscenizowane” a szef Grupy Wagnera „prawdopodobnie nie żyje” lub przebywa w więzieniu.

### Decyzja Parlamentu Europejskiego
23 listopada 2022 r. Parlament Europejski uznał Rosję za państwo sponsorujące terroryzm, a europosłowie rozważali umieszczenie Grupy Wagnera na liście organizacji terrorystycznych. Służba prasowa Konkord poinformowała, że odpowiedź do Europarlamentu prześle Cyber Front Z. Następnego dnia Igor Elisiejew, prawnik Prigożyna, dostarczył Cyber Front Z futerał na skrzypce, zawierający młot kowalski z wygrawerowanym logotypem Grupy Wagnera i śladami sztucznej krwi na trzonku.

## Życie prywatne
Ze słów Prigożyna wynika, że bratem jego dziadka był Efim Ilicz Prigożyn (ukr. Юхим Ілліч Пригожин), radziecki i ukraiński uczony, koordynator wydobywania rud uranu na terenie dzisiejszej Ukrainy, honorowy obywatel ukraińskiego miasta Żółte Wody. Prigożyn wspominał:

Efim Ilicz Prigożyn to rodzony brat mojego dziadka. Wcześnie zostałem bez ojca. […] Większość dzieciństwa spędziłem na Ukrainie, przez wiele lat mieszkałem w Żółtych Wodach, gdzie pracowałem w kopalniach odkrywkowych uranu, którymi kierował wujek Efim.

Jego matka Wioletta Kirowna Prigożyna (ros. Виолетта Кировна Пригожина) jest właścicielką spółki Konkord Management i Consulting, należącej do holdingu Konkord, która była przedmiotem zainteresowania amerykańskiej prokuratury, gdyż Kongres Stanów Zjednoczonych wiązał ją z ingerencją w wybory w USA w 2016 r., polegającą na wsparciu Donalda Trumpa, przy jednoczesnym szkodzeniu wizerunkowi Hillary Clinton. Spółka została objęta sankcjami za wspieranie wojny na Ukrainie.
Jego żona Lubow Walentinowna Prigożyna (ros. Любовь Валентиновна Пригожина) jest właścicielką spółki Agat, należącej do holdingu Konkord. Jest z wykształcenia farmaceutką, prowadzi w Petersburgu „Muzeum czekolady” i spa.
Mają dwoje dzieci: córkę Polinę ur. w 1992 r. i syna Pawła ur. w 1998 r. W 2002 r. Prigożyn wspólnie ze swoimi dziećmi napisał książkę Indragizuk z bajkami, wymyślonymi przez Polinę i Pawła (na okładce dzieci figurują jako autorzy). Pawieł zarządza pięcioma spółkami, które uprzednio należały do jego matki. Z ustaleń dziennikarzy „Sobiesiednika” wynika, że w 2019 r. Polina została właścicielką spółki Kredo, założonej przez jej ojca i uprzednio należącej do jej matki. W 2017 r. spółka przynosiła 9 mln rubli strat, zaś w 2019 r. odnotowała 99 mln rubli zysku, przy czym w 2019 r. zatrudniała tylko jednego pracownika i nie brała udziału w żadnych zamówieniach publicznych.

## Poglądy polityczne
Podczas puczu moskiewskiego popierał Jelcyna i jego zwolenników, a po latach stwierdził, że była to błędna decyzja. W 2020 r. (wedle ustaleń dziennikarzy serwisu Meduza) rozważał start w wyborach do Dumy z ramienia prawicowej partii Rodina. Prigożyn to zdementował, poinformował, że nie należy do partii Rodina, ale odnosi się do niej z sympatią. W 2022 r. Meduza poinformowała, że Prigożyn rozważa założenie własnego ruchu politycznego, który w przyszłości może stać się partią. Instytut Studiów nad Wojną twierdził, że Prigożyn planował skupiać wokół siebie prowojenne środowiska, deklarujące poparcie dla Putina o poglądach konserwatywnych i patriotycznych.

## Spory sądowe z mediami
W czerwcu 2016 r. Prigożyn rozpoczął spór sądowy z przedsiębiorstwem Yandex, prowadzącym popularną w Rosji wyszukiwarkę internetową o tej samej nazwie. Domagał się usunięcia z wyszukiwarki linków do 22 artykułów (opublikowanych między innymi w serwisach: Fundacji Walki z Korupcją, Nowej gaziety i Fontanka.ru), w których opisano Agencję Badań Internetowych oraz szczegóły kontaktów jego firm z Ministerstwem Obrony. Zdaniem portalu Meduza Prigożyn złożył trzy podobne pozwy wobec Mail.ru i jeden przeciw Google. W lipcu 2022 r. Yandex zmienił wyniki zapytań w oparciu o prawo do bycia zapomnianym. Usunął linki do materiałów dotyczących skazania Prigożyna w młodości, łączące go z tzw. „fabryką trolli” i Grupą Wagnera. Portal Meduza usunął jeden z artykułów na skutek wyroku sądowego.
W 2021 r. Prigożyn złożył pozwy przeciwko liberalnej stacji radiowej Echo Moskwy i jej redaktorowi naczelnemu Aleksiejowi Wieniediktowi, za publikacje sugerujące, iż jest właścicielem Grupy Wagnera. O zniesławienie pozwał również Aleksieja Nawalnego oraz opozycyjnego dziennikarza Wiktora Anatolewicza Szenderowicza. W grudniu 2021 r. pozwał Eliota Higginsa, założyciela Bellingcat, za wpisy w serwisie Twitter (Higgins pisał, że Prigożyn jest odpowiedzialny za działania Grupy Wagnera). W lutym 2022 r. pozwał Bellingcat oraz właściciela serwisu społecznościowego Pikabu. Prigożyn złożył również zawiadomienie do rosyjskiej Prokuratury Generalnej w sprawie YouTube i Google. Opowiadał się za uznaniem serwisów za niepożądane i ograniczeniem do nich dostępu w Rosji.
Większość sporów sądowych dotyczyła Grupy Wagnera i miała miejsce przed tym, zanim Prigożyn oficjalnie przyznał się do jej założenia, ale nie bycia jej właścicielem, co stanowiło przedmiot niektórych pozwów, przy czym wcześniej za założyciela Grupy Wagnera uważano wyłącznie Dmitrija Utkina.

## Filmy
Prigożyn był jednym z producentów filmu wojennego „Rżew” (ros. „Ржев”) z 2019 r., którego akcja dzieje się podczas bitwy pod Rżewem (1942 r., ofensywa Armii Czerwonej).
W sierpniu 2021 r. odbyła się premiera filmu „Sołncepiok” (ros. „Солнцепёк”), którego Prigożyn był producentem. Tytuł oznacza „skwar, upał” i zarazem system artyleryjski TOS-1. Film dotyczy wojny w Donbasie i udziału Grupy Wagnera w wydarzeniach, zaś strona ukraińska uznała go za skrajną propagandę, robiącą „bohaterów z bandytów”.
W listopadzie 2021 r. premierę miał film pod tytułem „Szesnasty” (ros. „16-й”), reklamowany podtytułem „spowiedź Prigożyna”. Jest to komedia o wyborach prezydenckich w USA, wygranych przez Trumpa za pomocą rosyjskich hakerów.
5 października 2022 r. odbyła się premiera dokumentu o Grupie Wagnera „Najlepsi w piekle” (ros. „Лучшие в аду”), którego Prigożyn był producentem i jednym z autorów scenariusza. Poinformował, że zdjęcia kręcono w warunkach bojowych, a aktorzy naprawdę znajdowali się pod obstrzałem. Film został udostępniony nieodpłatnie w internecie. Zdaniem twórców do 20 października obejrzało go ponad 100 milionów osób.

## Nagrody
Pod względem liczby posiadanych medali Prigożyn przewyższał generała Surowikina i posiadał medal, którego nie przyznano ministrowi Szojgu. Otrzymał następujące nagrody i odznaczenia:
- Medal pamięci z okazji trzechsetlecia Petersburga (2003 r.)
- Order Uznania Republiki Środkowoafrykańskiej
- Order „Za zasługi dla Ojczyzny” I i II stopnia
- Order „Za zasługi dla Ojczyzny” IV stopnia, przyznany dekretem W. Putina z 22.05.2014[185]
- Tytuł honorowy Bohater Federacji Rosyjskiej (2022 r.)[186]

- Gwiazdę „Za bojowe zasługi”, Krzyż Walecznych i Order Zasług Handlowych Republiki Środkowoafrykańskiej[184]
- Order Aleksandra Newskiego[187]
- Dwa Ordery Męstwa[187]
- Order „Za zasługi wojskowe”[187]
- Order Przyjaźni[187]
- Medal „Za powrót Krymu”[187]
- Medal „Pamięci Bohaterów Ojczyzny”[184]
- Medal Ministerstwa Obrony „Za wzmocnienie wspólnoty wojskowej”[184]
- Medal Generała Armii Chrulowa[184]
- Libijski „Order za Odwagę”[188]
- Sudański Order Republiki (2018 r.) i „Order Dwóch Nilów” (2020 r.)[189]
- Krzyż Bojowy z Burkina Faso[184]
- We wrześniu 2022 r. na pogrzebie żołnierza z Grupy Wagnera pojawił się z orderami „Bohater DRL” i „Bohater ŁRL”[190].

## Raporty
Prigożyn pojawia się w ponad stu raportach Instytutu Studiów nad Wojną w kontekście: działalności Grupy Wagnera, jej finansowania, wojny w Ukrainie, działalności w Libii, dezinformacji i wewnętrznej sytuacji w Rosji.
W 2014 r., na początku kryzysu na Ukrainie, Zespół Reagowania na Incydenty Bezpieczeństwa Komputerowego, prowadzony przez ABW, zauważył wzrost aktywności prorosyjskich komentarzy w polskim internecie, co wiązano z działalnością Agencji Badań Internetowych Prigożyna. Rzecz została przedstawiona w „Raporcie o stanie bezpieczeństwa cyberprzestrzeni RP w 2014 roku”.
W 2017 r. Polski Instytut Spraw Międzynarodowych opublikował raport autorstwa Marcina A. Piotrowskiego „Amerykańskie oceny dotyczące ingerencji Rosji w przebieg wyborów prezydenckich w USA”.
W 2018 r. Robert Mueller (dyrektor FBI w latach 2001–2013) opublikował raport „Internet Research Agency Indictment” na temat Agencji Badań Internetowych i Prigożyna.